# Shivini

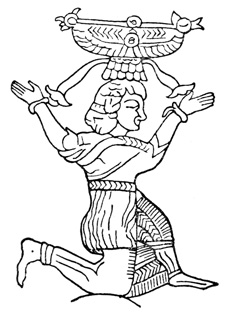
Shiwini

Shivini var en urarteisk solgud (eller enligt vissa källor en solgudinna) i det urarteiska riket cirka 1200-600 f. Kr. Inte mycket är känt men guden representeras stående på knä, hållande en bevingad sol ovan huvudet. Gudinnan Tushpues som givit den urarteiska huvudstaden Tushpa sitt namn, var Shivinis hustru. Den assyriske gud som motsvarar Shivini är Shamash